# Архальбу II
Архальбу II — третий известный правитель Угарита, древнесирийского города-государства на северо-западе Сирии. Правил не менее двух лет, предположительно в 1315—1313 годах до н. э., наследовав власть от своего отца Никмадду II.
О его коротком правлении известно мало, так как он упомянут лишь в шести юридических текстах. Больше информации о нём встречается в «Последней воле», где он предупреждает своих братьев не жениться на его жене Кубабе после его смерти, вопреки закону левирата. Эта просьба и его несемитское имя, выделяющееся на фоне прочих угаритских царей, спровоцировали предположения о его нелегитимном правлении.
Позже хеттский царь Мурсили II вынудил Архальбу оставить трон своему брату Никмепа VI. Вероятно, Архальба отправился в изгнание.